# Rives (Tennessee)
Rives es un pueblo ubicado en el condado de Obion en el estado estadounidense de Tennessee. En el Censo de 2010 tenía una población de 326 habitantes y una densidad poblacional de 362,74 personas por km².

## Geografía
Rives se encuentra ubicado en las coordenadas 36°21′23″N 89°2′58″O / 36.35639, -89.04944. Según la Oficina del Censo de los Estados Unidos, Rives tiene una superficie total de 0.9 km², de la cual 0.9 km² corresponden a tierra firme y (0%) 0 km² es agua.

## Demografía
Según el censo de 2010, había 326 personas residiendo en Rives. La densidad de población era de 362,74 hab./km². De los 326 habitantes, Rives estaba compuesto por el 92.64% blancos, el 4.6% eran afroamericanos, el 0.31% eran amerindios, el 0.31% eran asiáticos, el 0% eran isleños del Pacífico, el 1.53% eran de otras razas y el 0.61% pertenecían a dos o más razas. Del total de la población el 5.21% eran hispanos o latinos de cualquier raza.